# Mario Zanasi
Mario Zanasi (Bologna, 8 gennaio 1927 – 19 marzo 2000) è stato un baritono italiano.

## Biografia
Studiò alla scuola di perfezionamento della Scala, ed esordì nel 1953 come Monterone al Teatro Comunale di Firenze.
Cantò nei principali teatri italiani ed esteri. In particolare si esibì alla Scala, dove debuttò nel 1958 in Madama Butterfly, e dove ritornò nel 1967 (Madame Sans-Gêne, Kovancina), 69 (Luisa Miller) e 74 (Tosca). In Italia fu presente anche a Roma, Bologna, Genova, Venezia, Firenze, Napoli, Verona.
Si esibì al Metropolitan di New York, esordendovi nel 1958 accanto a Maria Callas come Germont ne La traviata, uno dei ruoli preferiti, e rimanendovi anche per la stagione successiva per un totale di 69 rappresentazioni, prevalentemente in ruoli di baritono lirico (Lucia di Lammermoor, Madama Butterfly, La bohème, Cavalleria rusticana), ma anche in alcuni ruoli drammatici (Aida, Tosca).
All'estero apparve inoltre a Vienna, Londra, Lisbona, Zurigo, San Francisco, Chicago, Dallas, Tokyo. Da ricordare in particolare un'edizione de La traviata nel 1958 alla Royal Opera House di Londra, ancora accanto alla Callas.
Pur dotato di timbro chiaro, affrontò anche titoli verdiani di stampo più drammatico, quali Un ballo in maschera, Il trovatore, Ernani, Otello, Macbeth.

## Repertorio
| Ruolo                  | Titolo               | Autore      |
| ---------------------- | -------------------- | ----------- |
| Filippo Maria Visconti | Beatrice di Tenda    | Bellini     |
| Sir Riccardo Forth     | I puritani           | Bellini     |
| Enrico Ashton          | Lucia di Lammermoor  | Donizetti   |
| Alfonso XI             | La favorita          | Donizetti   |
| Enrico                 | Maria di Rohan       | Donizetti   |
| Napoleone              | Madame Sans-Gêne     | Giordano    |
| Silvio                 | Pagliacci            | Leoncavallo |
| Compar Alfio           | Cavalleria rusticana | Mascagni    |
| Fëdor Šaklovityj       | Chovanščina          | Musorgskij  |
| Barnaba                | La Gioconda          | Ponchielli  |
| Marcello               | La bohème            | Puccini     |
| Barone Scarpia         | Tosca                | Puccini     |
| Sharpless              | Madama Butterfly     | Puccini     |
| Nabucco                | Nabucco              | Verdi       |
| Don Carlo              | Ernani               | Verdi       |
| Francesco Foscari      | I due Foscari        | Verdi       |
| Giacomo                | Giovanna d'Arco      | Verdi       |
| Ezio                   | Attila               | Verdi       |
| Macbeth                | Macbeth              | Verdi       |
| Francesco Moor         | I masnadieri         | Verdi       |
| Miller                 | Luisa Miller         | Verdi       |
| Rigoletto              | Rigoletto            | Verdi       |
| Conte di Luna          | Il trovatore         | Verdi       |
| Giorgio Germont        | La traviata          | Verdi       |
| Simon Boccanegra       | Simon Boccanegra     | Verdi       |
| Don Carlo              | La forza del destino | Verdi       |
| Renato                 | Un ballo in maschera | Verdi       |
| Don Rodrigo di Posa    | Don Carlo            | Verdi       |
| Amonasro               | Aida                 | Verdi       |
| Jago                   | Otello               | Verdi       |
| Federico di Telramondo | Lohengrin            | Wagner      |
| Tebaldo                | Giulietta e Romeo    | Zandonai    |

## Discografia

### Incisioni in studio
- Pagliacci (Silvio), con Franco Corelli, Lucine Amara, Tito Gobbi, dir. Lovro von Matačić - Columbia/EMI 1960
- Giulietta e Romeo, con Angelo Lo Forese, Antonietta Mazza Medici, dir. Loris Gavarini - Cetra 1961

### Registrazioni dal vivo
- La traviata, con Maria Callas, Cesare Valletti, dir. Nicola Rescigno - Londra 1958 ed. Melodram/Arkadia/Myto
- Lucia di Lammermoor, con Roberta Peters, Jan Peerce, Nicola Moscona, dir. Fausto Cleva - Met 1958 ed. Bensar
- Cavalleria rusticana, con Zinka Milanov, Daniele Barioni, dir. Dimitri Mitropoulos - Met 1959 ed. Arkadia
- Il trovatore, con Franco Corelli, Ilva Ligabue, Adriana Lazzarini, dir. Arturo Basile - Parma 1961 ed. Myto/House of Opera
- Un ballo in maschera, con Leyla Gencer, Carlo Bergonzi, Adriana Lazzarini, dir. Oliviero De Fabritiis - Bologna 1961 ed. Myto/Arkadia
- Madama Butterfly, con Magda Olivero, Renato Cioni, dir. Nicola Rescigno - Napoli 1961 ed. GOP/Opera D'Oro
- I puritani, con Joan Sutherland, Gianni Raimondi, Ferruccio Mazzoli, dir. Tullio Serafin - Palermo 1961 ed. Bella Voce
- Lucia di Lammermoor, con Joan Sutherland, Richard Tucker, dir. Antonino Votto - Chicago 1961 ed. Premiere Opera
- Maria di Rohan, con Virginia Zeani, Enzo Tei, dir. Fernando Previtali - Napoli 1962 ed. Melodram
- La favorita, con Giulietta Simionato, Gianni Raimondi, Nicola Zaccaria, dir. Fernando Previtali - Napoli 1963 ed. Bongiovanni/Hardy Classic
- I masnadieri, con Margherita Roberti, Gastone Limarilli, Bonaldo Giaiotti, dir. Gianandrea Gavazzeni - Firenze 1963 ed. Lyric Distribution
- Beatrice di Tenda, con Leyla Gencer, Antigone Sgourda, Juan Oncina, dir. Vittorio Gui - Venezia 1964 ed. Nuova Era/Myto/Opera Lovers
- Il trovatore, con Franco Corelli, Ilva Ligabue, Grace Bumbry, Ivo Vinco, dir. Bruno Bartoletti - Chicago 1964 ed. Premiere Opera
- La traviata, con Montserrat Caballé, Franco Bonisolli, dir. Nicola Rescigno - Dallas 1965 ed. Melodram/Opera Lovers
- Macbeth, con Gwyneth Jones, Nicola Zaccaria, Franco Tagliavini, dir. Nicola Rescigno Dallas 1966 ed. Lyric Distribution
- Aida, con Leontyne Price, Giorgio Casellato-Lamberti, Mirella Parutto, dir. Oliviero De Fabritiis - Roma 1966 ed. Myto
- Madame Sans-Gêne, con Orianna Santunione, Franco Tagliavini, Renato Capecchi, dir. Gianandrea Gavazzeni - La Scala 1967 ed. Nuova Era
- Ernani, con Mario Del Monaco, Rita Orlandi Malaspina, Rafael Ariè, dir. Nino Sanzogno - Venezia 1967 ed. Mondo Musica
- I due Foscari, con Luisa Maragliano, Renato Cioni, dir. Bruno Bartoletti - Roma 1968 ed. MRF/Opera Lovers
- Il trovatore, con  Richard Tucker, Montserrat Caballè, Franca Mattiucci, Ivo Vinco, dir. Thomas Schippers - Firenze 1968 ed. Legato Classics/Memories/Opera D'Oro
- Luisa Miller, con Luisa Maragliano, Richard Tucker, Adriana Lazzarini, Paolo Washington, Giovanni Foiani, dir. Francesco Molinari Pradelli - La Scala 1969 ed. Curcioo
- Don Carlo, con Bruno Prevedi, Ruggero Raimondi, Rita Orlandi Malaspina, Franca Mattiucci, dir. Francesco Molinari Pradelli - Bologna 1969 ed. Premiere Opera
- Rigoletto, con Renata Scotto, Renato Cioni, Franco Ventriglia, dir. Alberto Erede - Edimburgo 1969 ed. Premiere Opera
- La traviata, con Beverly Sills, Alfredo Kraus, dir. Aldo Ceccato - Napoli 1970 ed. Melodram/Opera D'Oro
- La traviata, con Renata Scotto, Carlo Bergonzi, dir, Eliau Inbal - Verona 1970 ed. Myto
- Simon Boccanegra, con Ruggero Raimondi, Maria Chiara, Nicola Martinucci, dir. Antonino Votto - Venezia 1970 ed. Mondo Musica
- La forza del destino, con Rita Orlandi Malaspina, Flaviano Labò, Franca Mattiucci, dir. Mario Rossi Bologna 1970
- La Gioconda, con Leyla Gencer, Umberto Grilli, Maria Luisa Nave, Ruggero Raimoindi, dir. Oliviero De Fabritiis - Venezia 1971 ed. Mondo musica
- Giovanna D'Arco, con Katia Ricciarelli, Flaviano Labò, dir. Carlo Franci - Venezia 1972 ed. Mondo Musica/Foyer
- Un ballo in maschera, con Luciano Pavarotti, Rita Orlandi Malaspina, Adriana Lazzarini, dir. Francesco Molinari Pradelli - Verona 1972 ed. Bongiovanni
- Nabucco, con Angeles Gulin, Bonaldo Giaiotti, Gastone Limarilli, dir. Nino Sanzogno - Venezia 1972 ed. House of Opera

## Video
- Un ballo in maschera, con Antonietta Stella, Carlo Bergonzi, Lucia Danieli, dir. Oliviero De Fabritiis - dal vivo Tokyo 1967 ed. Premiere Opera/House of Opera/Opera Lovers (solo audio)
- Lucia di Lammermoor, con Renata Scotto, Carlo Bergonzi, dir. Bruno Bartoletti - dal vivo Tokyo 1967 ed. Premiere Opera/Encore/Myto (solo audio)